# 圣方济各广场 (塞维利亚)

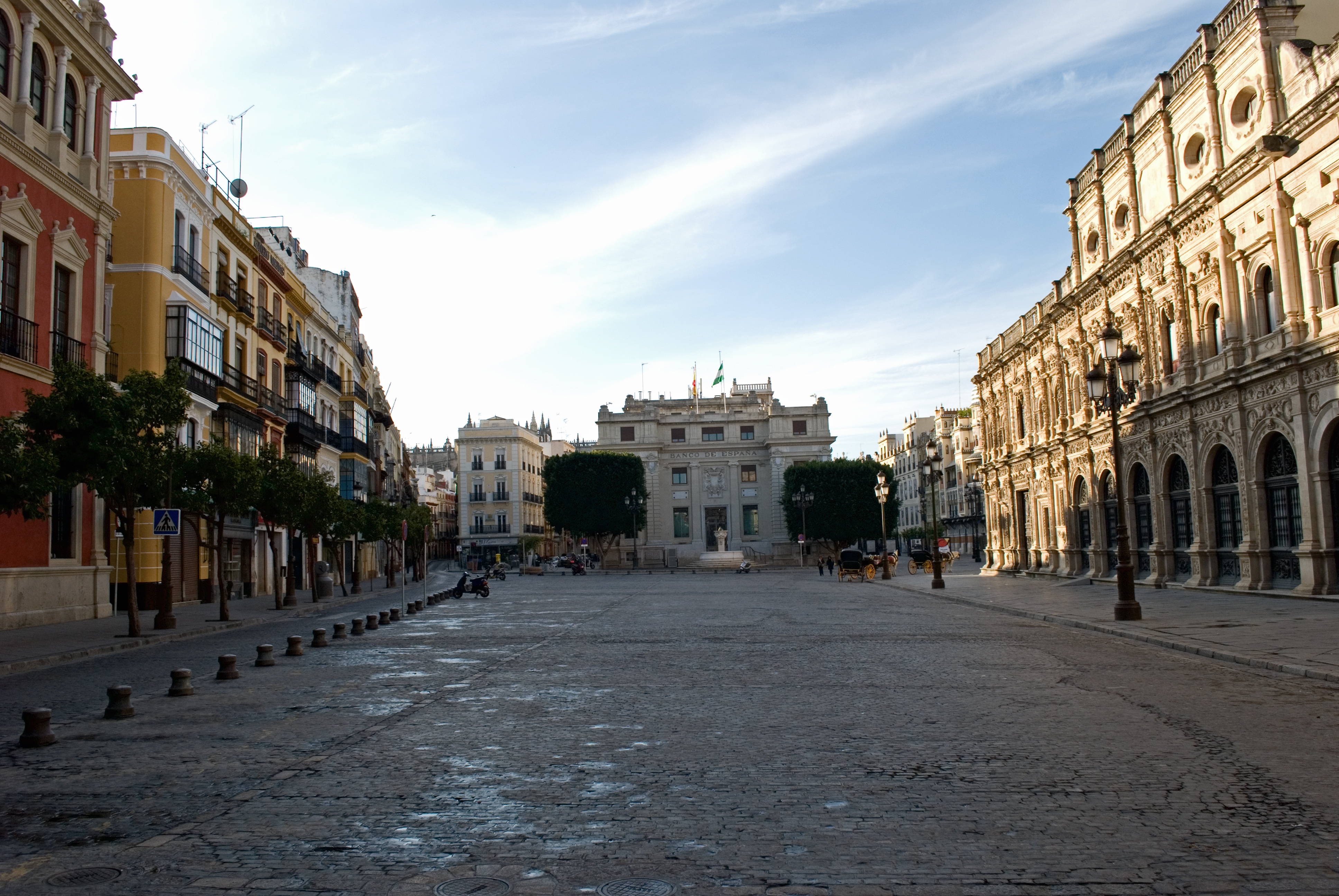
圣方济各广场

圣方济各广场（Plaza de San Francisco）位于塞维利亚历史中心，为塞维利亚市政厅所在地。

## 历史
圣方济各广场在16世纪出现在城市的心脏，主要的民事权力机构设于此广场
。在这个广场设立过著名的宗教裁判所，今天仍是圣周和基督聖體聖血節游行的主要场地之一。